# Sistefjell
Das Sistefjell (norwegisch für Letzter Berg) ist ein kliffartiger Berg im ostantarktischen Königin-Maud-Land. Er ragt 16 km südöstlich der Neumayersteilwand am nordöstlichen Ende der Kirwanveggen auf.
Norwegische Kartographen, die den Berg nach seiner geographischen Lage benannten, kartierten ihn anhand von Vermessungen und Luftaufnahmen der Norwegisch-Britisch-Schwedischen Antarktisexpedition (1949–1952) und von 1958 bis 1959 entstandenen Luftaufnahmen der Dritten Norwegischen Antarktisexpedition (1956–1960).